# Sacedón
Sacedón è un comune spagnolo di 1 547 abitanti (2022) situato nella comunità autonoma di Castiglia-La Mancia.